# Quell'uragano di papà
Quell'uragano di papà (Home Improvement) è una serie televisiva statunitense prodotta dalla Wind Dancer Production Group per la Touchstone Television.
La serie è composta da 8 stagioni per un totale di 204 episodi che durano ciascuno 25 minuti. In Italia la serie è stata trasmessa per la prima volta dal 5 novembre 1995 su Rai 2.

## Trama
Tim Taylor, marito e padre di tre figli che va in onda su un network di Detroit quale presentatore del programma Tool Time, dedicato a coloro che vogliono abbellire la propria casa. Convinto che un utensile aggiustato sia sempre meglio di uno nuovo, che qualsiasi arnese nasconda una doppia utilità da scoprire, Tim ha una ricetta per risolvere tutti i problemi domestici: «più potenza!»; nonostante non capisca le donne, egli si vanta di essere un esperto sessuale sotto lo sguardo di compatimento della moglie Jill, la vera padrona di casa. Completano il cast familiare: il primogenito Brad, Randy e il più giovane Mark. Tra gli altri coprotagonisti del serial: l'intelligente vicino Wilson, che fornisce saggi consigli a Tim nella dura battaglia con l'altro sesso; Al Borland, il corpulento assistente del presentatore, il vero esperto di segreti domestici, vestito sempre di flanella e vittima dell'uragano Taylor; Lisa (interpretata da un'esordiente Pamela Anderson), la valletta di Tool Time in seguito sostituita – dopo il passaggio della Anderson a Baywatch – da Heidi.

## Episodi
Sono state realizzate otto stagioni della serie, per un totale di 204 episodi.
| Stagione         | Episodi | Prima TV originale | Prima TV Italia |
| ---------------- | ------- | ------------------ | --------------- |
| Prima stagione   | 24      | 1991-1992          | 1995-1996       |
| Seconda stagione | 25      | 1992-1993          | 1996            |
| Terza stagione   | 25      | 1993-1994          | 1996            |
| Quarta stagione  | 26      | 1994-1995          | 1997            |
| Quinta stagione  | 26      | 1995-1996          | 1998            |
| Sesta stagione   | 25      | 1996-1997          | 1999            |
| Settima stagione | 25      | 1997-1998          | 2000            |
| Ottava stagione  | 28      | 1998-1999          | 2001            |

## Premi
La serie ha ricevuto, durante le sue 8 stagioni, numerose candidature e premi, tra i quali:
- Golden Globe 1993
  - Candidatura per il miglior attore in una serie commedia o musicale a Tim Allen
- Golden Globe 1994
  - Candidatura per la miglior serie TV commedia o musicale
  - Candidatura per la migliore attrice in una serie commedia o musicale a Patricia Richardson
  - Candidatura per il miglior attore in una serie commedia o musicale a Tim Allen
- Golden Globe 1995
  - Candidatura per la miglior serie TV commedia o musicale
  - Candidatura per la migliore attrice in una serie commedia o musicale a Patricia Richardson
  - Premio per il miglior attore in una serie commedia o musicale a Tim Allen
- Golden Globe 1996
  - Candidatura per il miglior attore in una serie commedia o musicale a Tim Allen
- Golden Globe 1997
  - Candidatura per il miglior attore in una serie commedia o musicale a Tim Allen

- Premi Emmy 1993
  - Candidatura per la migliore serie televisiva comica o commedia
  - Candidatura per il migliore attore in una serie tv commedia a Tim Allen
- Premi Emmy 1994
  - Candidatura per la migliore serie televisiva comica o commedia
  - Candidatura per la migliore attrice in una serie tv commedia a Patricia Richardson
- Premi Emmy 1996
  - Candidatura per la migliore attrice in una serie tv commedia a Patricia Richardson
- Premi Emmy 1997
  - Candidatura per la migliore attrice in una serie tv commedia a Patricia Richardson
- Premi Emmy 1998
  - Candidatura per la migliore attrice in una serie tv commedia a Patricia Richardson